# Кастильо, Отто Рене
О́тто Рене́ Касти́льо (исп. Otto René Castillo, 25 апреля 1936 — 19 марта 1967) — гватемальский поэт и революционер.

## Биография
Родился в городе Кесальтенанго. Окончив школу, переехал в столицу, где поступил в университет. С восемнадцати лет начал сотрудничать с различными прогрессивными журналами и студенческими организациями, в том числе и со связанными с Гватемальской партией трудящихся.
После государственного переворота против правительства Хакобо Арбенса в 1954 году, как и многие другие общественные деятели страны вынужден был отправиться в изгнание в Сальвадор. Там он познакомился с поэтом Роке Дальтоном, начал учиться на юриста и основал в университете литературный кружок, а в 1955 и 1956 годах получил литературные призы.
В 1957 году, после убийства гватемальского диктатора Армаса возвращается на родину и поступает в Университет Сан-Карлос. В 1959 году уезжает учиться в Лейпцигском университете в ГДР, а через 3 года присоединяется к группе кинематографистов Йориса Ивенса, снимающей документальные фильмы о вооружённой борьбе за освобождение народов Латинской Америки.
Окончив обучение и путешествия, Отто Рене Кастильо в 1964 году возвращается в Гватемалу, где вновь активно включается в общественную жизнь: пишет стихи, основывает экспериментальный театр, взаимодействует с Гватемальской партией трудящихся. В том же 1964 году подвергается аресту и посажен в тюрьму режимом Перальты Асурдии, но совершает побег и вновь вынужден эмигрировать, на сей раз — в Европу, где принимает участие во Всемирном фестивале молодёжи и студентов. По дороге он посещает Германию, Австрию, Венгрию, Кипр, Алжир и Кубу.
В 1966 г. инкогнито возвращается на родину и присоединяется к Повстанческим вооружённым силам под командованием Сесара Монтеса. Участвует в партизанской борьбе и руководит пропагандой и просвещением (в том числе изучением марксистской теории) в партизанском движении в качестве главы отдела образования Фронта Эдгара Ибарры.
19 марта 1967 года пишет своё последнее стихотворение, наполненное грустью о том, сколько ещё страданий предстоит пережить родине. Позднее, вместе со своим товарищем Норой Паис Каркамо (исп. Nora Paíz Cárcamo) и местными крестьянами, был ранен и схвачен правительственными войсками в Сьерра-де-лас-Минас. Четыре дня их подвергали изощрённым пыткам (при этом армейский офицер читал поэту его собственное стихотворение) в армейских казармах на военной базе Сакапа, а затем заживо сожгли.